# ایتون فورد
ایتون فورد (به انگلیسی: Eaton Ford) یک روستا در بریتانیا است که در کمبریج‌شر واقع شده‌است.